# Triklinij
Triklinij (množina: triclinia) formalna je blagovaonica u rimskoj zgradi. Riječ je usvojena iz grčkog triklinion (grčki: τρικλίνιον) - od tri- (grčki: τρι-), "tri" i klinē (grčki: κλίνη), vrsta kauča ili ležaljke. Svaki kauč bio je veličine za smještaj osobe koja jede i koja se s lijeve strane naslanja na jastuke, dok im kućni robovi poslužuju više slijedova, žureći se donijeti ihiz kuhinje, a drugi robovi zabavljaju goste glazbom, pjesmom ili plesom.:str. 376.
Triklinij su karakterizirale tri klinaija, s tri strane niskog kvadratnog stola, čije su se površine nagnute prema stolu za oko 10 stupnjeva. Osobe koje jedu bi se na tim površinama postavili u polu-ležeći položaj. Četvrta strana stola ostala je slobodna, vjerojatno kako bi se omogućila posluživanje stola.:str. 376 Obično bi otvorena strana bila okrenuta prema ulazu u sobu. U stanovima iz rimskog doba, posebno bogataškima, tricliniji su bili uobičajeni:str. 343 a domaćini i gosti naslanjali bi se na jastuke dok su se gostili. 
Muzej arheologije u Arezzu u Italiji i Kairova kuća u Pompejima daju ono što se smatra preciznim rekonstrukcijama triklinija. Običaj uzimanje obroka korištenjem klinaija ("kauča za ručavanje"), a ne sjedeći, postao je popularan među Grcima početkom sedmog stoljeća pr. Kr. Odavde se proširio na njihove kolonije u južnoj Italiji (Magna Graecia), da bi je na kraju usvojili Etruščani. 
Za razliku od grčke tradicije da se u svečane blagovaonice zvane andrōn, primaju samo muški gosti, dok su svakodnevni obroci uzimaju u oikosu s ostatkom obitelji, čini se da Etruščani nisu ograničili upotrebu klinēa na muškarce. Rimljani su možda vidjeli prve klinaje za ručavanje kakve su koristili Etruščani, ali možda su rafinirali praksu kad su kasnije došli u bliži kontakt s grčkom kulturom. 
Objed je bio važan ritual rimskog kućnog života, i trajao je od kasnog popodneva do kasno u noć. Obično je bilo pozvano devet do dvadeset gostiju, raspoređenih u propisanom redoslijedu za sjedenje kako bi se naglasile podjele u statusu i relativnoj bliskosti s dominusom. Kao statični, privilegirani prostor, blagovaonice su imale izuzetno profinjene ukrase, sa složenim perspektivnim scenama i središnjim slikama (ili, u slučaju triklinija, mozaicima). Dioniz, Venera i mrtva priroda su bili popularni motivi. Rimske kuće srednje klase i elitne kuće obično su imale najmanje dva triklinija; a nije neobično bilo imati ih četiri ili više. Ovdje bi se triclinium maius ("velika blagovaonica") koristio za veće večere, koje bi obično uključivale brojne klijente vlasnika. 
Manji trikliniji koristila bi se za manje večere, uz ekskluzivniji skup gostiju. Stoga je njihov ukras često bio bar jednako složen kao onaj u većim triklinijima. Kao u većim triklinijima, vino, hrana i ljubav su uvijek bili popularne teme. Međutim, zbog njihove povezanosti s pokroviteljstvom i zato što su zabave uz večeru često uključivale recitiranje profinjene literature poput epova, blagovaonice su mogle imati i „ozbiljne” teme na ukrasima. Kao i u mnogim kućama u Pompejima, i ovdje manja blagovaonica (triclinium minus) tvori apartman s pripadajućim kubikuom i kadom. 

## Vanjske poveznice
- Triclinium  Arhivirana inačica izvorne stranice od 31. listopada 2020. (Wayback Machine) (Plan of a Roman House by Barbara McManus)
- Galleries and plans of Roman triclinia (German)